# Moitessieria collellensis
Moitessieria collellensis is een slakkensoort uit de familie van de Moitessieriidae. De wetenschappelijke naam van de soort is voor het eerst geldig gepubliceerd in 2006 door Corbella, Alba, Tarruella, Prats & Guillen.